# Agrionopsis modesta
Agrionopsis modesta är en bönsyrseart som beskrevs av Werner 1908. Agrionopsis modesta ingår i släktet Agrionopsis och familjen Mantidae. Inga underarter finns listade i Catalogue of Life.